# Mercedes LeAnza
Mercedes LeAnza, née à Port-d'Espagne (Trinité-et-Tobago) le 12 novembre 1981, morte en Californie le 10 avril 2022, est une actrice, productrice et réalisatrice de télévision et de cinéma.

## Biographie
Mercedes est la fille de Glen LeAnza et de Sandra Voris LeAnza. Elle et son frère Kyle suivent leur mère en Californie lors du divorce d'avec leur père.
Elle se forme au métier de comédienne à l'université Loyola Marymount (LMU) de Los Angeles dont elle sort diplômée en 2005, ainsi qu'auprès de l'institut Lee Strasberg.
Elle participe à la fondation de Stella Bella Productions, puis produit et réalise des films, également pour Amazon.
Elle meurt d'un cancer des voies biliaires le 10 avril 2022.

## Vie familiale
Elle est mariée à Sonny Michael Olivera.

## Filmographie partielle
Sauf indication contraire, les informations mentionnées dans cette section peuvent être confirmées par la base de données cinématographiques IMDb,  présente dans la section « Liens externes ».

### Télévision
- 2012-2013 : Ash Global, série télévisée, épisodes 1.1-6 : Sadie
- 2014-2016 : Fancy Article Presents, série télévisée : épisodes 
  - 1.1 Askin : Staci
  - 1.2 DIY Halloween : petit chaperon rouge sexy
  - 1.4 Mr. Darcy Is a D**K : réalisatrice
  - 1.6 Fast Fashion : réalisatrice
- 2015 : Chaperones, série télévisée : Mme Silva, également réalisatrice
- 2017 : Doubt, série télévisée, épisode 1.6 Faith : présidente du jury
- 2017 : Cassidy Red de Matt Knudsen : prostituée, mère de Josephine Cassidy

### Courts métrages
- 2007 : A Two Woman One Act de Vanessa Libertad Garcia : La Vibora
- 2009 : The Next Race: The Remote Viewings de Stewart St. John : Hannalin jeune
- 2011 : Make Love Stay de Sarah Louise Wilson : Scarlett
- 2012 : The Lovers de Sarah Louise Wilson : Lola Barisco
- 2013 : The Real Housewives of America: Political Spoof Parody : Rita ; co-réalisatrice avec Vanessa Libertad Garcia

### Cinéma
- 2010 : Dark Metropolis de Stewart St. John : Hannalin jeune
- 2010 : The Accidental Death of Joey by Sue de Neal Thibedeau et Sarah Louise Wilson : Sue
- 2010 : Jelly de Waleed Moursi : Sandy Lopez
- 2014 : Good Mourning, Lucille de Vanessa Libertad Garcia : Selma